# 喬治六世紀念禮拜堂
喬治六世紀念禮拜堂，又譯喬治六世國王紀念教堂，屬英國溫莎城堡聖喬治禮拜堂的一部分，為1962年英國女王伊莉莎白二世委託喬治·佩斯設計作為她父親喬治六世的墓地，1969年竣工。

## 歷史
1962年，伊麗莎白二世委託建築師設計一座禮拜堂以容納三代君主伉儷遺體，此案也是自1504年亨利七世私人秘書在教堂南側的禮拜堂完工後的再次增建。同年12月，女王私人秘書致書溫莎教長羅賓·伍茲提出要為父親喬治六世選定永久葬地。喬治六世死後，遺體原擬安葬聖喬治禮拜堂下方的皇家墓園中，然因其猝逝而未能指定安息地，同時女王為免母親再經歷埋葬亡夫之苦，且母親傾向較簡樸的鑲地石板墓穴，而非石雕形式的櫃墓設計，而致遷葬延宕。

## 設計
喬治六世紀念禮拜堂最初由約翰·西里和保羅·佩吉進行設計，計劃在聖喬治禮拜堂中殿北牆建造一個小型矩形教堂，然該計劃遭王室美術委員會否決，最終通過由第二順位的喬治·佩斯所提出之計劃，在聖喬治禮拜堂無法增建新拱頂的前提下，於拉特蘭禮拜堂和聖喬治禮拜堂北合唱團之間增建一座高18英尺（5.49）、寬10英尺（3.05）、長14英尺（4.27）的禮拜堂並於1969年竣工，禮拜堂建造成本為25,000英鎊，相當於今日519,700英鎊，並由伊麗莎白二世全額資助。該禮拜堂位於聖喬治禮拜堂北牆的兩外部扶壁間，由拉特蘭郡克利普夏漢的石材建成，紅色及藍色花窗玻璃窗由約翰·派柏設計和派崔克·瑞因軒斯製作。禮拜堂屋頂為黑白相間並嵌飾金箔，祭壇則有威廉·利德·迪克爵士所製的、諾福克郡桑德靈厄姆宮皇家莊園聖瑪利亞瑪達肋納教堂聖喬治像的複製品。溫莎教長羅賓·伍茲稱：「教堂本身為垂直哥德式設計，但採用了二十世紀的表現手法」。

## 安葬喬治六世

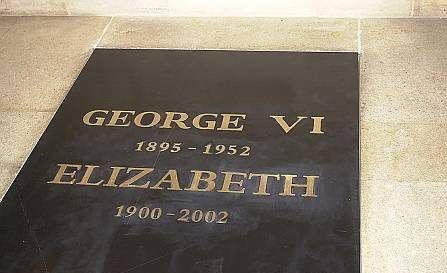
喬治六世紀念禮拜堂內原僅刻有喬治六世和伊麗莎白王后伉儷的生平帳石

1969年3月24日，喬治六世移靈至以祂所命名的新建禮拜堂，1969年3月31日，在喬治六世遺孀伊麗莎白王太后、長女伊麗莎白二世、長女婿愛丁堡公爵菲利普親王、長孫查爾斯王子和孫女安妮公主出席的儀式上正式下葬，嘉德騎士團亦受邀出席，蒙巴頓伯爵路易·蒙巴頓因出席美國前總統艾森豪的葬禮而缺席，國王長兄溫莎公爵則未受邀。
堂內地面由一塊刻有「喬治六世」的黑色比利時大理石標記墓地，禮拜堂的鍛鐵大門上刻1908年米尼·路易絲·哈斯金斯所撰寫的詩歌《歲月之門》詩句：「我對站在歲月之門的人說，『給我光明，讓我可以安全地踏入未知』」，喬治六世曾在1939年的聖誕致辭特別引述此文句。 

## 後入葬者
喬治六世入葬後迄今還有兩次入葬。

### 2002年
喬治六世遺孀伊麗莎白王太后於2002年4月9日在西敏寺舉行葬禮後被安葬在禮拜堂內，兩個月前剛過世的喬治六世么女瑪格麗特公主的骨灰亦同時遷葬於此。

### 2022年
2022年9月8日駕崩的伊麗莎白二世於同月19日入葬，前一年4月過世的菲利普親王也同時遷葬於此。

## 堂中碑文
註：以下漢譯碑文為中文維基百科自行翻譯。
禮拜堂地面鑲有大理石製墓碑，紀載葬入人名與生卒年，墓碑正中央鑲有嘉德勳章。
| GEORGE VI 1895–1952 ELIZABETH 1900–2002 ELIZABETH II 1926–2022 PHILIP 1921–2021 |

| 喬治六世 1895–1952 伊莉莎白 1900–2002 伊莉莎白二世 1926–2022 菲利普 1921–2021 |

堂中右側另豎立瑪嘉烈公主的墓碑，碑文下方刻有象徵瑪嘉烈公主的皇家文織。
| In thankful remembrance of HER ROYAL HIGHNESS THE PRINCESS MARGARET COUNTESS OF SNOWDON BORN AUGUST 21ST 1930 DIED FEBRUARY 9TH 2002 |

| 敬悼 瑪嘉烈公主殿下 斯諾登伯爵夫人 生於 1930年 8月21日 卒於 2002年 2月9日 |